# Tachysurus sinensis
Tachysurus sinensis es una especie de peces de la familia Ariidae en el orden de los Siluriformes.

## Morfología
Los machos pueden llegar alcanzar los 36,1 cm de  longitud total.

## Distribución geográfica
Se encuentra en China.